# Juan Pablo Sutherland Poblete
Juan Pablo Sutherland Poblete   (Santiago de Xile, 5 de juliol de 1967) és un escriptor i activista LGBT xilè, reconegut per la seva narrativa enfocada en la diversitat sexual.

## Biografia
Va estudiar Comunicació Social i el 2011 va realitzar un màster en Estudis Culturals a la Universitat ARCIS, on també va exercir com a professor de Literatura Llatinoamericana. Des del 2008 va ser professor del curs «Enfocaments crítics en literatura, estudis queer, tecnologies del gènere i de la cultura» al màster de Gènere de la Facultat de Ciències Socials de la Universitat de Xile. Des del 2019 és acadèmic de l'Institut d'Humanitats de la Universitat Acadèmia d'Humanisme Cristià de Santiago de Xile.

### Carrera literària
Ha participat en els tallers literaris de diferents autors xilens, com ara Antonio Skármeta, Marco Antonio de la Parra i Poli Délano. Els seus primers contes van aparèixer publicats a les compilacions Cuentistas Taller Artecien (1990) i Santiago pena capital (1991).
El 1993 va obtenir finançament del Fons Nacional de Desenvolupament Cultural i les Arts per escriure la seva primera obra, titulada Ángeles negros, publicada l'any següent per l'Editorial Planeta. El text va generar controvèrsia a la societat xilena de l'època a causa del contingut explícit i la descripció de les trobades homosexuals explicades al llibre: l'autor hi esmenta els llocs on es reunien els homosexuals principalment a Santiago, com el Parc Forestal, la discoteca Quásar i festes amb temàtiques LGBT. El conservadorisme de l'època va qüestionar que un llibre amb temàtica homosexual i contingut sexual fos finançat amb diners públics, fet al qual Sutherland va acusar d'intent de censura.
El 2002 va publicar A corazón abierto: geografía literaria de la homosexualidad en Chile, recopilació de textos literaris que aborden la diversitat sexual des dels anys 1920. Al llibre s'aborden textos de José Donoso, Joaquín Edwards Bello, Benjamín Subercaseaux, Armando Méndez, Jorge Marchant, María Carolina Geel, María Elena Gertner, Marta Brunet, Ramón Griffero, Pedro Lemebel, Mauricio Wacquez, Nelson Pedrero Arcos, Carlos Iturra, Enrique Lihn i Pablo Simonetti, entre d'altres. Sutherland també tenia intenció d'incloure textos de Gabriela Mistral i Enrique Lafourcade, però es va trobar amb la negativa per part de la fundació que protegeix les obres de la Premi Nobel de Literatura, i amb l'oposició del propi Lafourcade.
El 2010 va ser convidat per diverses institucions educatives com la Universitat de Pittsburgh, Universitat de Texas a Austin i Universitat Harvard a exposar el seu treball crític.

### Activisme LGBT
Sutherland va ser un dels membres del Moviment d'Alliberament Homosexual, fundat el 1991 i que el 1998 es fusionaria dins del Moviment Unificat de Minories Sexuals (MUMS), i va ser un dels seus portaveus, participant de la primera conferència de premsa que va realitzar el col·lectiu el 28 de febrer de 1993. Va participar al programa Triángulo abierto, espai iniciat el 15 de juny de 1993 a Ràdio Terra i conduït per Víctor Hugo Robles i Soledad Suit, i que es va convertir en el primer programa radial destinat exclusivament a les persones LGBT, del qual més endavant va exercir com a productor. El 1997 va ser convidat per l'Ajuntament de Barcelona i el Front d'Alliberament Gai de Catalunya per a participar al seminari «Gai i Lesbià a les portes del Segle XXI».
Posterior a la reorganització del moviment LGBT xilè, el 1998 va ser un dels membres del consell directiu del MUMS, i va ser un dels organitzadors del Mes de la Pàtria Gai el setembre de 2000 que buscava generar una nova data de commemoració de l'orgull LGBT xilè, a diferència de la celebració del 28 de juny que era defensada pel Moviment d'integració i alliberament homosexual (Movilh).

## Obra publicada
- Ángeles negros, Planeta, Santiago, 1994.
- Santo Roto, LOM, Santiago, 1999.[20]
- A corazón abierto: geografía literaria de la homosexualidad en Chile, Editorial Sudamericana, 2001.
- Nación Marica: Prácticas culturales y crítica activista, Ripio Ediciones, 2009.[21]
- Se te nota, Editorial Los Perros Románticos, Santiago, 2018.[22]
- Papelucho gay en dictadura, Alquimia, Santiago, 2019.[23]
- Grindermanías. Del ligue urbano al sexo virtual, Alquimia, Santiago, 2021.[24]